# 青洛河
青洛河，位于安徽省定远县西北部，是窑河的右岸支流，主源发源于定远县西北西卅店镇凤阳山最高峰大金山以西（即窑河上游沛河源头西），向南流入芝麻水库，出水库后向西南至永康镇西右汇发源于老鸹山南麓的西源靠山河，继续向西至炉桥镇以西注入窑河。全长41公里，流域面积300平方公里。